# 哈馬利伊夫卡 (利維夫州)
49°53′59″N 24°9′51″E / 49.89972°N 24.16417°E

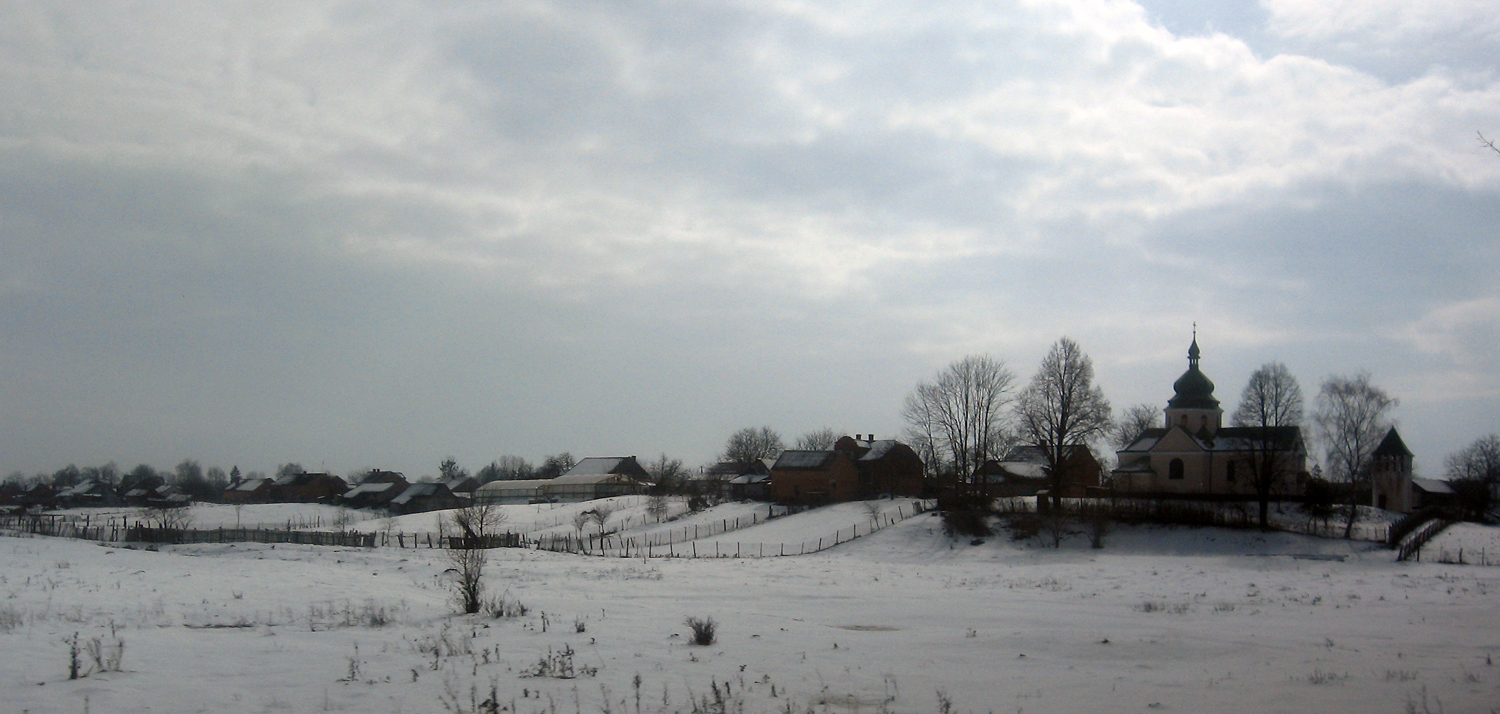

哈馬利伊夫卡（烏克蘭語：Гамаліївка），是烏克蘭西部的村落，隸屬利沃夫州利維夫區穆罗瓦内市鎮，位於利維夫東北方約14公里，距離若夫坦齊約13公里，距離溫尼基約13公里，面積1平方公里，海拔高度229米，2024年人口750，人口密度每平方公里735.06人。